# Saint-Nom-la-Bretèche
Saint-Nom-la-Bretèche es una comuna francesa situada en el departamento de Yvelines, en la región de Isla de Francia.

## Demografía
| 1076 | 1087 | 2997 | 3567 | 5071 | 4966 | 4892 |
| Para los censos de 1962 a 1999 la población legal corresponde a la población sin duplicidades (Fuente: INSEE [Consultar]) |      |      |      |      |      |      |